# Émilienne Malfatto
Émilienne Malfatto   (1989) és una autora, fotoperiodista i fotògrafa documental francesa independent nascuda el desembre de 1989.
És la guanyadora del Prix Goncourt a la primera novel·la 2021 pel seu llibre Que sur toi lamente le Tigre , i del Premi Albert-Londres per Les serpents viendront pour toi: une histoire colombienne. La seva obra Que sur toi lamente le Tigre ha sigut traduïda al català per Mia Tarradas i publicada per Edicions de 1984.

## Biografia
Emilienne Malfatto va néixer l'any 1989. Va estudiar a Colòmbia i França on es va graduar a l'Escola de Periodisme de l'Institut d'Estudis Polítics de París.
Va començar la seva carrera al diari colombià El Espectador de Bogotà, després va treballar durant vuit mesos a l'oficina de l'Agence France-Presse (AFP) a l'Orient Mitjà.
El 2015, va anar a Bodrum a Turquia per conèixer els candidats a l'exili i va dibuixar Dernière escale avant la mer, un reportatge guardonat amb el premi France Info-XXI.
El gener de 2020, va viatjar a Bagdad per cobrir el thawra, la revolució iraquiana per a The Washington Post. Les seves fotos s'exposen al festival Visa pour l'image de Perpinyà.: Iraq: Cent dies de Thawra.
El setembre de 2020 va publicar la seva primera novel·la, Que sur toi lamente le Tigre. En un estil senzill i potent, relata l'últim dia d'una jove iraquiana que va a ser assassinada pel seu germà perquè està embarassada fora del matrimoni. Publicada per Elyzad, una editorial amb seu a Tunis, la novel·la es feu popular en rebre la menció especial dels lectors del premi Hors Concours 2020. Finalista del premi Régine-Deforges, Malfatto fou premiada l'any 2021 pel premi Goncourt a la primera novel·la.
El juny de 2021, publica un assaig d'investigació, Les serpents viendront pour toi: une histoire colombienne, en què se centra en les desaparicions de líders socials a Colòmbia investigant l'assassinat de Maritza, una mare de sis fills que vivia en una granja de muntanya. El llibre, publicat per Les Arènes, va ser finalista del premi Albert-Londres, que va obtenir el 15 de novembre de 2021.

## Publicacions
- Que sur toi se lamente le Tigre : roman. éditions Elyzad, 2020. ISBN 978-9973-58-122-8. OCLC 1191811456.
- Les serpents viendront pour toi : une histoire colombienne. Les Arènes, 2021. ISBN 979-10-375-0409-8. OCLC 1260142743.

### Traduccions al català
- Que et plori el Tigris, traducció de Mia Tarradas (Edicions de 1984) ISBN 978-84-18858-13-0

## Exposicions destacades
- 2020: Visa Festival for the Image (Perpinyà, França): Iraq: Cent dies de thawra[7]
- 2020: Photo Schweiz (Zürich, Suïssa): Fallen Angels
- 2021: Festival Les Femmes s'expose (Houlgate, França): L'últim Edén[14]
- 2021: Zoom Photo Festival (Ville de Saguenay, Canadà): Àngels caiguts[15]

## Premis i reconeixements
- 2015 - Premi France Info-Revue XXI per Dernière escale avant la mer
- 2019 - Gran Premi de Fotografia Documental IAFOR per Al-Banaat
- 2020 - Menció especial dels lectors del premi Hors Concours per Que sur toi lamente le Tigre
- 2020 - Finalista del Premi Régine-Deforges per Que sur toi se lamente le Tigre
- 2021 - Premi Goncourt a la primera novel·la, Premi del Lector Métis i Premi del Lector de la Mediateca de Saint-Renan per Que sur toi lamente le Tigre
- 2021 - Premi Albert-Londres per Les serps vindran per tu: une histoire colombienne[5]